# Lorio alternus
Lorio alternus là một loài tò vò trong họ Ichneumonidae.